# Paranthidium jugatorium
Paranthidium jugatorium là một loài Hymenoptera trong họ Megachilidae. Loài này được Say mô tả khoa học năm 1824.

## Hình ảnh

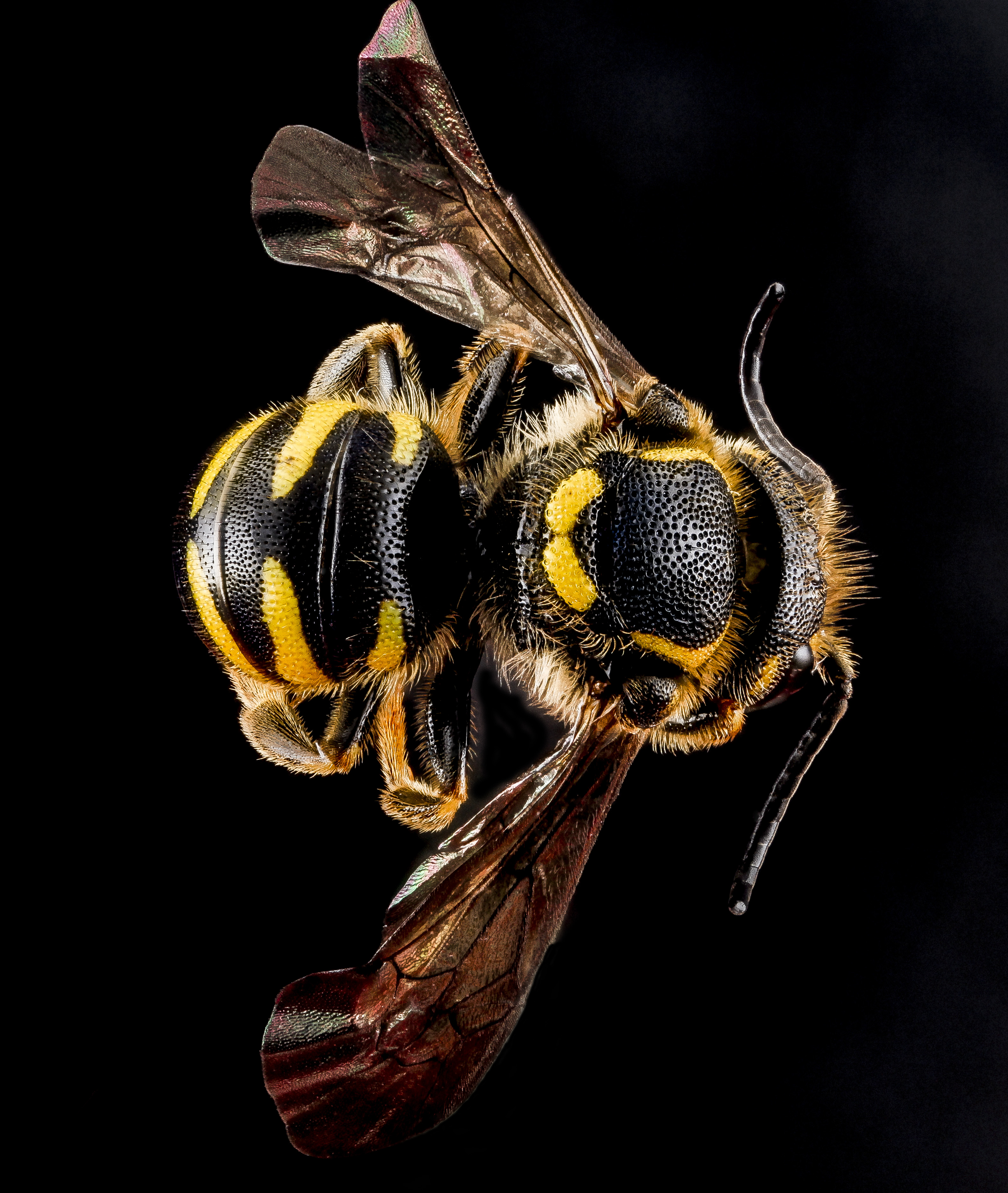
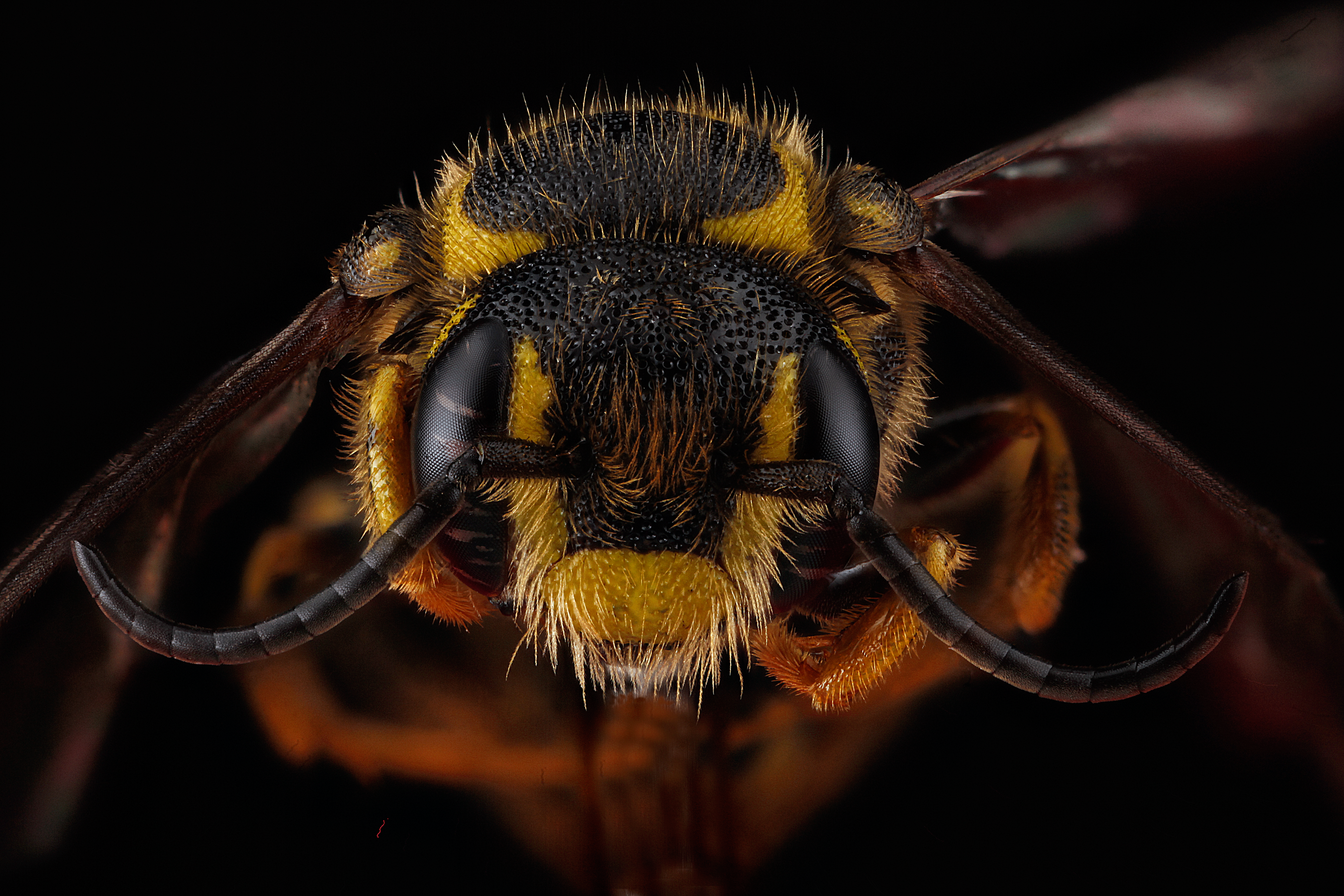
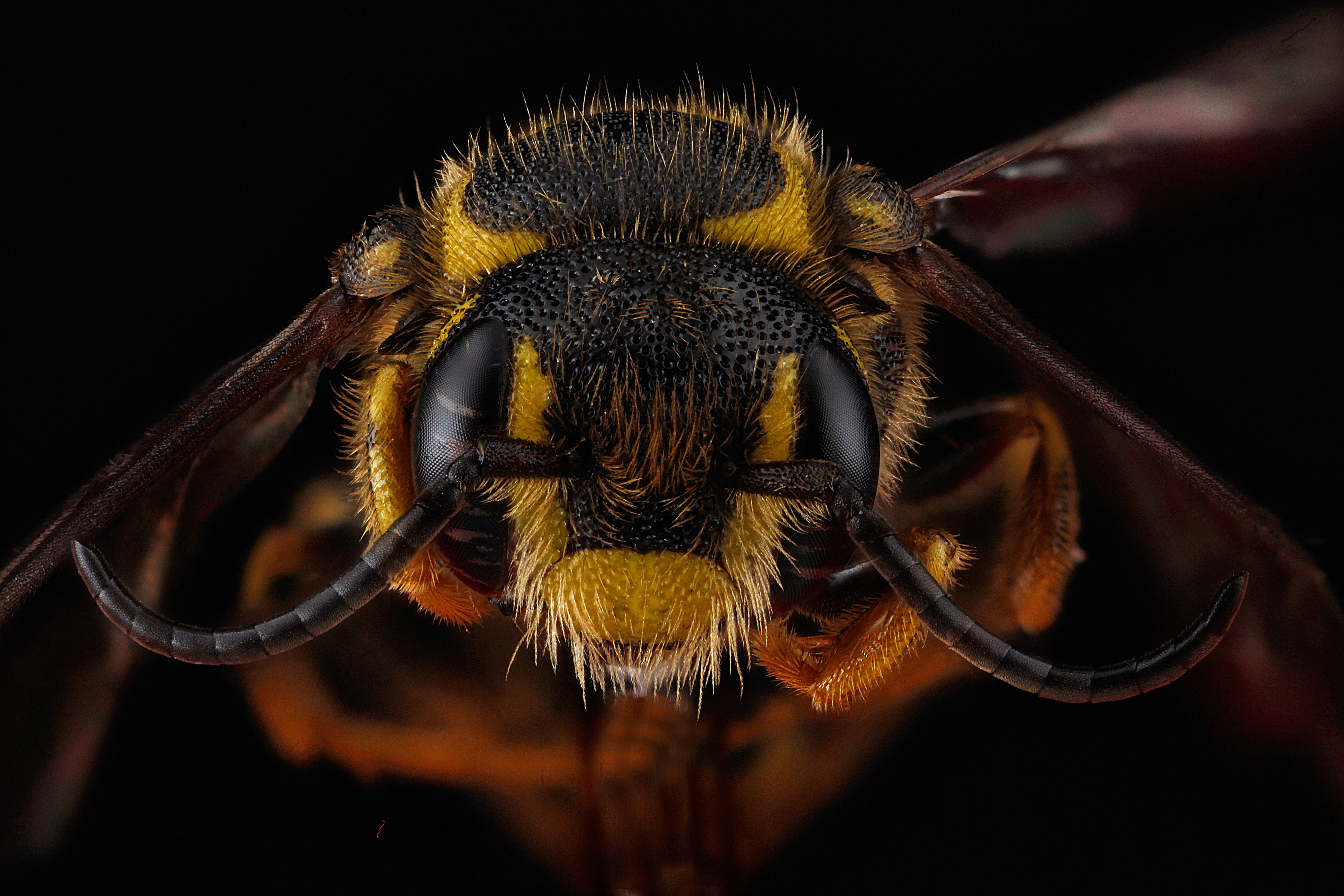